# Félix Voulot (sculpteur)
Pour les articles homonymes, voir Félix Voulot.
Félix Louis Joseph Voulot, né le 7 mai 1865 à Altkirch (Haut-Rhin) et mort le 10 février 1954, est un sculpteur français.

## Biographie
Félix Voulot est le fils de l'archéologue Félix Voulot, ancien conservateur du musée départemental des Vosges.
Il épouse en 1904, Marianne Dupont (1869-1951), fille du peintre Émile Dupont-Zipcy et professeur de dessin.

## Galerie

Œuvres de Félix Voulot
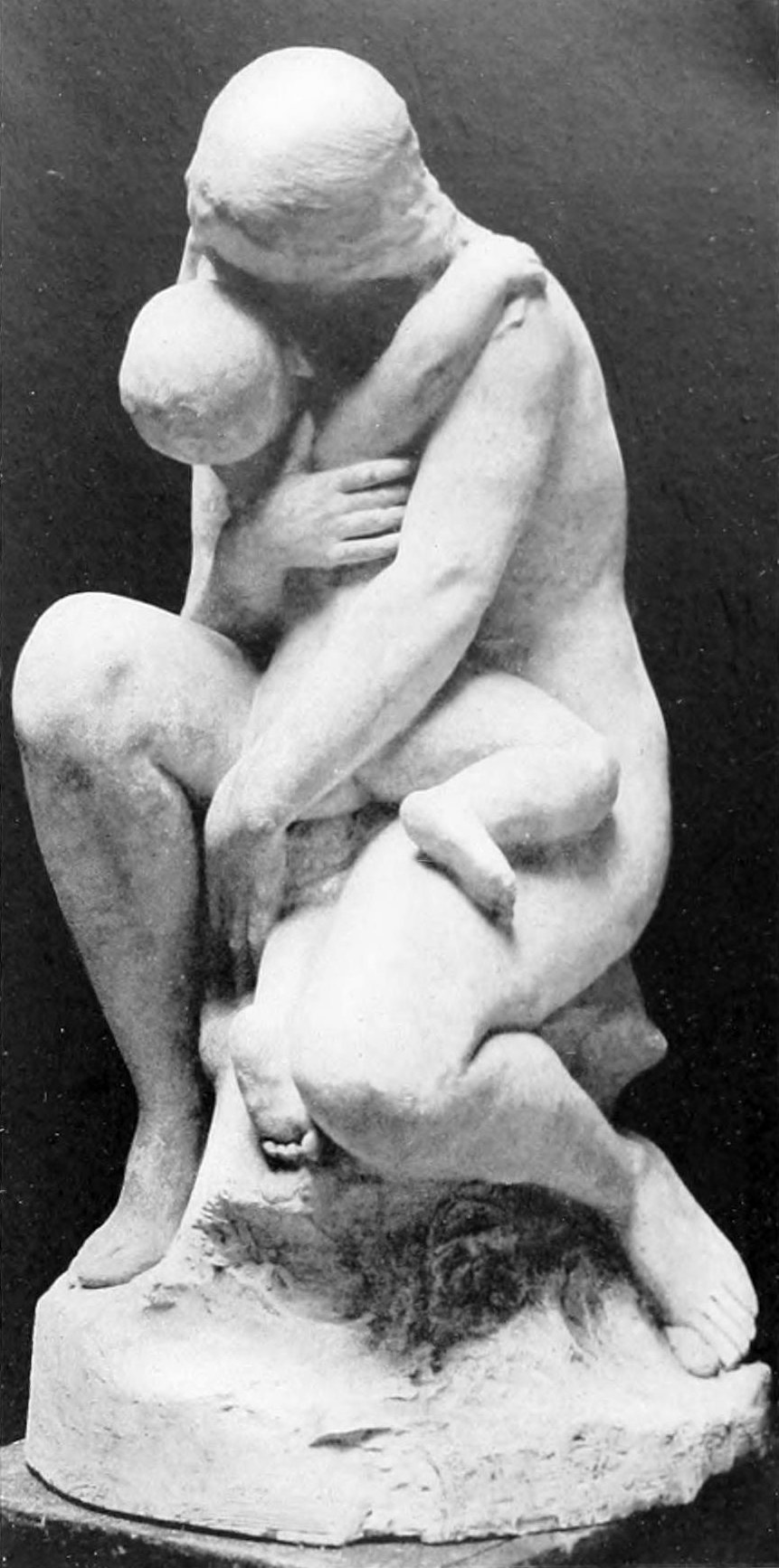
Grande maternité, plâtre.
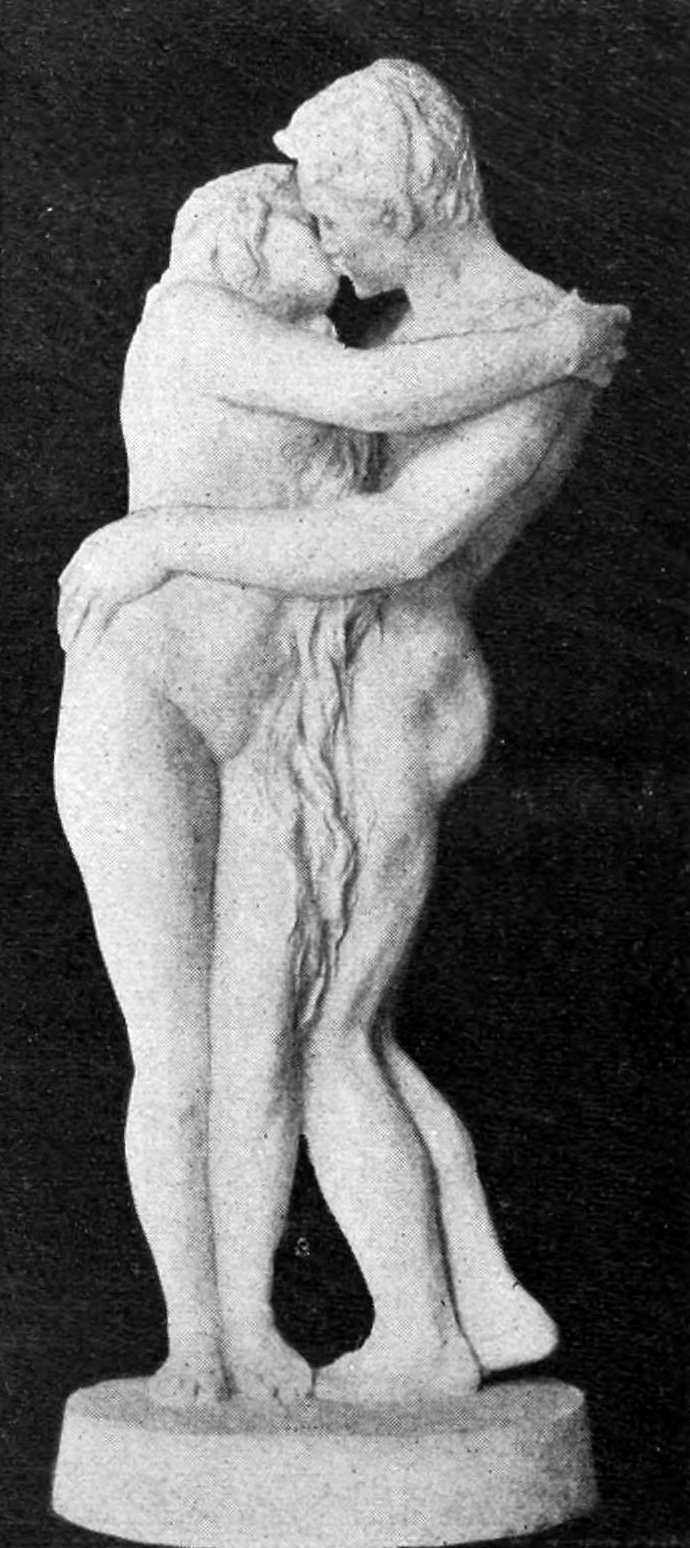
Le Pardon (Salon de 1905).
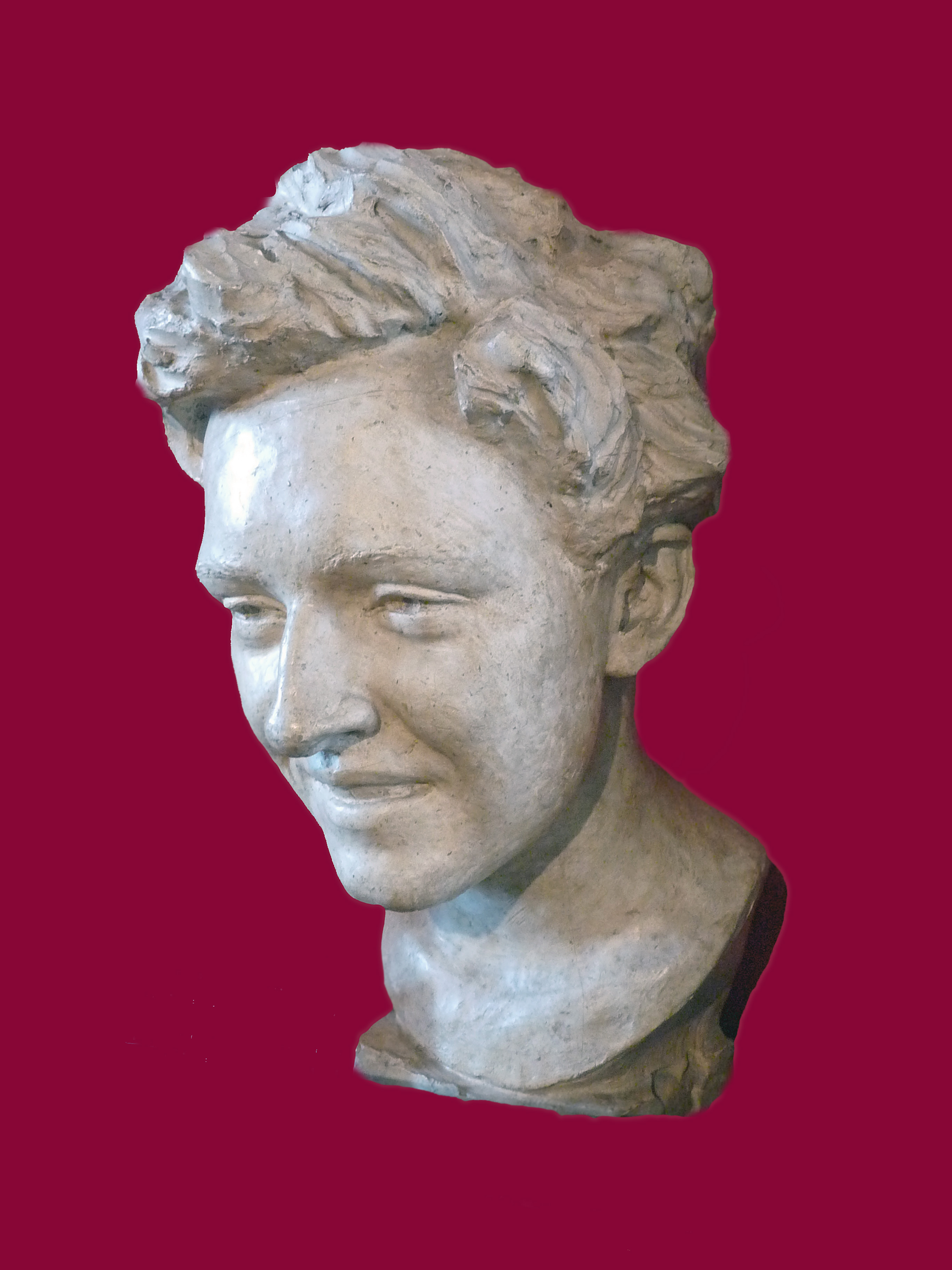
Jean Pottecher, plâtre, Altkirch, musée Sundgauvien.
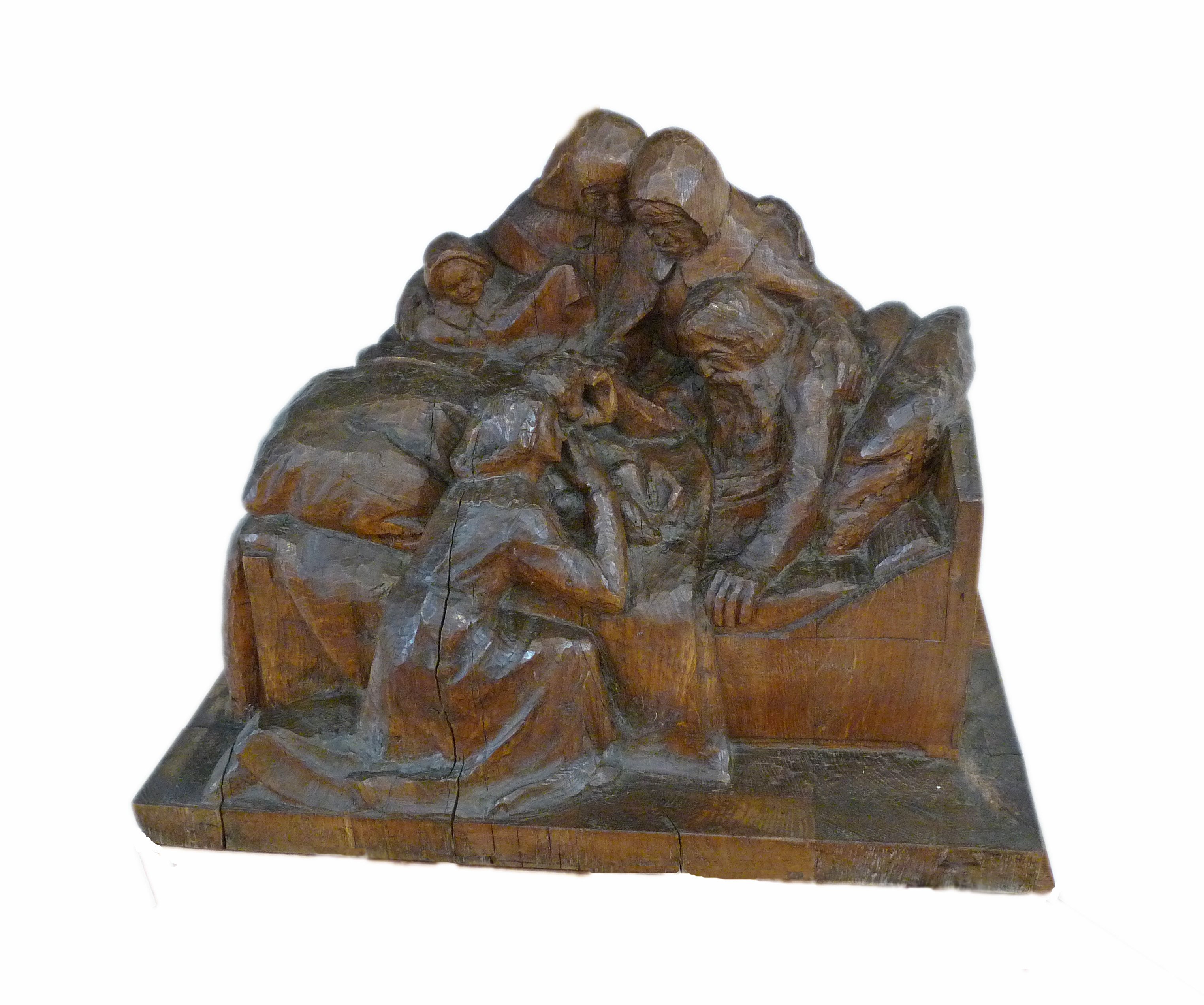
La Mort, bois, Altkirch, musée Sundgauvien.